# Jakov Tironi
Jakov Tironi (10 de enero de 1913-8 de mayo de 2003) fue un deportista yugoslavo que compitió en remo. Ganó dos medallas en el Campeonato Europeo de Remo de 1932, oro en ocho con timonel y bronce en cuatro sin timonel.

## Palmarés internacional
| Campeonato Europeo | Campeonato Europeo    | Campeonato Europeo | Campeonato Europeo |
| Año                | Lugar                 | Medalla            | Prueba             |
| ------------------ | --------------------- | ------------------ | ------------------ |
| 1932               | Belgrado (Yugoslavia) | Medalla de oro     | Ocho con timonel   |
| 1932               | Belgrado (Yugoslavia) | Medalla de bronce  | Cuatro sin timonel |